# بيتر غوستافسون
بيتر غوستافسون (بالسويدية: Petter Gustafsson)‏ (16 سبتمبر 1985 بالسويد - ) هو لاعب كرة قدم سويدي في مركز الدفاع. لعب مع أتفدابيرجس ونادي يورغوردينس وSkellefteå FF ‏.

## وصلات خارجية
- بيتر غوستافسون على موقع اتحاد السويد (السويدية)
- بيتر غوستافسون على موقع قاعدة بيانات كرة القدم.إي يو (الإنجليزية)
- بيتر غوستافسون على موقع Soccerway.com (الإنجليزية)